# Schieder Möbel Holding
Schieder Möbel Holding GmbH – producent mebli z siedzibą w Schieder-Schwalenberg. Przedsiębiorstwo powstało w 1964 roku. 15 czerwca 2007 ogłosiło upadłość.